# Касрісцкалі
Касрісцкалі (груз. კასრისწყალი) — село в Грузії.
За даними перепису населення 2014 року в селі проживає 214 осіб.